# Mauves-sur-Huisne

Mauves-sur-Huisne este o comună în departamentul Orne, Franța. În 1 ianuarie 2022 avea o populație de 524 de locuitori.